# Киселёв, Лев Львович
Лев Львович Киселёв (14 августа 1936, Москва — 12 апреля 2008, там же) — советский и российский молекулярный биолог и биохимик.

## Биография
Родился в 1936 году в Москве, сын иммунолога и вирусолога Л. А. Зильбера, племянник писателя В. А. Каверина. Старший брат вирусолога Ф. Л. Киселёва.
В 1940 году отец был арестован и сослан в Печлаг. Зимой 1941 года Киселёв вместе с матерью, теткой и братом были угнаны немецкими войсками при их отступлении от Москвы из подмосковного Зеленково. Вместе с семьёй вернулся в СССР в 1945 году.
В 1959 году окончил биолого-почвенный факультет МГУ. Не был принят в аспирантуру МГУ из-за того, что на третьем курсе участвовал в кружке по изучению генетики.
Поступил в аспирантуру Института радиационной и физико-химической биологии (впоследствии — Институт молекулярной биологии), где и работал вплоть до своей смерти. С 1976 года — заведующий лабораторией молекулярных основ онкогенеза (впоследствии структурно-функциональной геномики).
15 декабря 1990 года был избран членом-корреспондентом АН СССР по Отделению биохимии, биофизики и химии физиологически активных соединений (молекулярная биология), с 26 мая 2000 года — действительный член Российской академии наук.
С 1991 года — один из основателей и главный редактор журнала «Молекулярная биология».
В 1992—2005 годах — председатель научного совета «Геном человека». С 1998 года — член президиума Европейской Академии. Избран ассоциированным членом Европейской организации по молекулярной биологии (2000).
В 2004 году в соавторстве с Е. С. Левиной опубликовал книгу, посвящённую Л. А. Зильберу (Научно-биографическая серия).
Проживал в Москве на ул. Живописной, дом 52.
Умер в 2008 году в Москве. Похоронен на Новодевичьем кладбище.

## Награды
- Государственная премия СССР (в составе группы, за 1979 год) — за цикл работ по осуществлению научной программы проекта «Обратная транскриптаза (ревертаза)» (1973—1977), посвящённой ферментативному синтезу структурных генов и их использование для изучения генетического аппарата животных и вирусов
- Премия имени Блеза Паскаля (1997, 1998)[1]
- Золотая медаль имени В. А. Энгельгардта (2004) — за цикл работ по структурно-функциональному анализу начальных этапов биосинтеза белков (1961—2000 гг.)
- Орден Академических пальм (2006) — за заслуги перед французской культурой
- Премия имени А. Н. Белозерского (совместно с Л. Ю. Фроловой, за 2013 год, посмертно) — за цикл работ «Структурно-функциональные исследования факторов терминации трансляции эукариот»

## Деятельность
Автор вошедших в учебники фундаментальных работ в области молекулярной биологии клетки и геномики (раздела молекулярной. генетики, изучающего структуры и функции геномов живых организмов). Исследовал механизмы биосинтеза белка, в частности, их начальные и конечные стадии, химию и биохимию нуклеиновых кислот. Выдвинул гипотезу о специфическом белково-нуклеиновом узнавании в процессе инициации белкового синтеза (1964), впоследствии получившую многочисленные экспериментальные подтверждения. Установил первичную структуру ряда факторов терминации синтеза белка у эукариот и выяснил их основные свойства и функции. Под руководством Л.Л. Киселёва был осуществлен синтез генов in vitro, открыты гены, вовлеченные в процесс канцерогенеза, изучена их структура и локализация - все это стало основой для разработки методов ранней диагностики эпителиальных опухолей человека.

## Основные работы
Книги
- Молекулярные основы биосинтеза белков. М., 1971 (в соавт.);
- РНК-направляемый синтез ДНК (обратная транскрипция). М., 1978;
- Биосинтез белков от аминокислот до аминоацил-тРНК. М., 1984 (в соавт. с О. И. Лаврик и О. О. Фаворовой);
- Наука как источник жизненного оптимизма. М.: У Никитских ворот, 2010.

Статьи
- Вирусо-генетическая концепция возникновения опухолей (экспериментальные доказательства) // Вопросы вирусологии. 1970. № 2;
- Аминоацил-тРНК-синтетазы: подходы к исследованию активных центров // Структура и функции активных центров ферментов. М., 1974;
- Aminoacyl-tRNA synthetases from higher eukaryotes (with A. D. Wolfson) // Progress in Nucleic Acid Research and Molecular Biology. 1994. Vol. 48. P. 83-142.
- «Молекулярная биология от 1970 до 2000 и дальше» // Биоорганическая химия. 2000. Т. 26. № 10;
- «Как остановить синтез белков» // Природа. 2003. № 8.